# Frères Séeberger

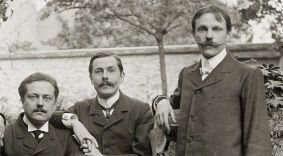
Retrat de grup d'Henri, Jules i Louis Séeberger, cap el 1900* © Séeberger frères

La família Séeberger, coneguda com els Frères Séeberger; estava composta per tres germans: Jules (1872–1932), Henri (1876–1956) i Louis (1874–1946) i els fills Jean (1910–1979) i Albert (1914–1999). Els Frères Séeberger van ser una família francesa de fotografia de moda durant el segle xx.

## Fons
La fotografia de moda va començar a la dècada de 1890 amb gravats reproduïts a partir de fotografies de Leopold-Emile Reutlinger, Nadar i altres autors. Després de la reproducció de fotografies en mig to d'alta qualitat, la major part del crèdit, com a pioners del gènere és pel baró francès Adolph de Meyer i el luxemburguès Edward Steichen, que el 1907 fent servir una càmera de mà, van fotografiar dones amb vestits enlluernadors a l'hipòdrom de Longchamp. El 1911 havia estat assignat per la revista francesa Art et Décoration per produir imatges de vestits del dissenyador parisenc Paul Poiret, competint amb els dibuixos i estampats de pochoir anteriorment, i contemporàniament, utilitzats per als plats de moda.

## Els Séeberger
La dinastia Séeberger va ser una família dedicada al gènere durant dues generacions. Primer els tres germans: Jules (1872-1932), Louis (1874-1946) i Henri (1876-1956) que van néixer de Jean-Baptiste, un comerciant bavarès que havia emigrat a França el 1870, i de la mare Louise, vídua de Lió amb una filla Félicie. La segona generació, els fills de Louis, els germans Jean (1910-1979) i Albert (1914-1999) també van heretar l'amor per la fotografia. La seva obra abasta la major part del segle XX i es van dedicar a l'elegància i la moda.
Els germans van anar a París per estudiar secundària al Lycée Rollin on Louis va rebre el primer premi de dibuix. Van completar la seva formació a l'escola d'art municipal Palissy, abans que Jules i Louis comencin la seva formació com a dissenyadors de teixits a l'atelier de J. Souchon, especialista en “altes innovacions, bates, cintes, llençols de damasc, teixits jacqaurd i dibuixos”. A partir d'aquí va sorgir un interès i un coneixement profund de la moda.
Mentre els tres germans treballaven com a dissenyadors de teixits, l'any 1891, Jules va començar les classes de dibuix al vespre i també es va dedicar a la fotografia. Després del seu trasllat a la 39 rue Lafayette al 10è Arr. , Louis va guanyar el premi Danton Jeune dedicat a un nen desfavorit a l'escola d'art Ville de Paris. Mentrestant Jules va guanyar una beca per fer un viatge a Normandia i el més jove, Henri, es va matricular a una escola d'art aplicat i també va guanyar premis. Després de la mort del pare el 1894, la família es va traslladar al carrer Fénelon, 13, que era més tranquil.
L'any 1899 Jules i els seus germans van presentar fotografies a diversos concursos amateurs organitzats pel diari Lectures Pour Tous, guanyant premis. Va experimentar amb bromoil, especialment el procés de Rawlins. Jules va guanyar els premis de fotografia documental els anys 1903 i 1904 per les fotografies que va fer a la ribera del Sena i a Montmartre. Les imatges dels tres germans, que van signar les seves inicials (JHLS) van ser exposades i publicades en diverses revistes i com a postals pels germans Kunzli i Leopold Verger.

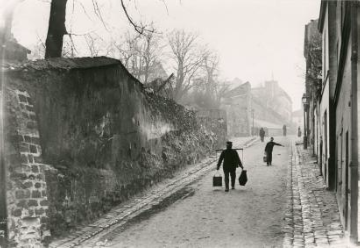
Kunzli Bros. and Co., (c.1901) Zurich Gruss aus St. Moritz (Salutacions des de St. Moritz), postal núm. 3587. Jules Séeberger (1898) El portador de l'aigua de Montmartre

Amb el suport de la seva mare, la seva germana gran i l'esposa de Louis, Anna, els tres germans van crear un negoci familiar l'any 1909 amb el nom de 'Frères Séeberger' en un estudi al 33 de la rue de Chabrol, també al 10è a cinc minuts caminant de casa seva.

## Fotògrafs de moda
Mentre que revistes com Les Modes publicaven retrats acurats, la majoria pintats a mà, de dones de l'alta societat amb vestits dissenyats pels reconeguts modistes; els diaris com Le Figaro i Le Gaulois publicaren fotografies en les seves darreres edicions, com la de Steichen, de dones als hipódroms. El seu punt de vista va ser recollit per la revista <i id="mwTA">Femina</i>, en un esforç per satisfer la curiositat dels seus lectors sobre el que estava de moda amb la "roba real". Tendència que aviat van reprendre Paris Illustré o La Nouvelle Mode presentant entre 1901 i 1902 instantànies preses pels aficionats Carle de Mazibourg o Edmond Cordonnier, tot que en poc temps van ser substituïdes per imatges més professionals.
Els germans van seguir les multituds mentre anaven a les estacions de platja, les estacions d'esquí i altres llocs de moda a París. La seva pedrera eren fotografies de moda femenina (i també d'alguns homes). Van enviar una sèrie de fotografies de moda de dones a les pistes de curses a Caroline de Broutelles. Les fotografies les va publicar a la revista que va fundar, La Mode Pratique i els germans hi publicaren a partir del 22 de maig de 1909.
Per cert, tot i que se centraven en vestits, sabates, bosses, barrets, pells i plomes, també van capturar imatges de la veritable alta costura, de l' "alta societat” normalment inaccessible per als de la seva classe. Malgrat ser conscients en tot moment de la càmera i deixar-se fotografiar, només reconeixeria els pertanyents als grans estudis i, certament, no els Séeberger.
A partir de les seves imatges, que es van publicar en una llarga llista de més de 50 publicacions, els historiadors de la moda són capaços de rastrejar la influència en l'estil dels grans dissenyadors Chanel, Paul Poiret, Jeanne Lanvin, Elsa Schiaparelli, Jean Patou, Robert . Piguet, Madeleine Vionnet, Lucien Lelong, Paquin et al., dels quals els Séberger també van fer retrats.
No tots els seus treballs eren de classes altes. Les grans cases de Poiret, Lanvin, Worth o Patou van contractar models per a les seves figures esveltes i les seves poses tutoritzades que s'ajuntaven preparades per ser vistes i fotografiades. Els modistes més novells, o més petits, contractaven casuals per hores i sovint els vestien amb els seus vestits més excèntrics per cridar l'atenció, mentre que alguns portaven la marca dels dissenyadors a l'esquena com portadors d'entrepà mentre circulaven sols. Els modistes no van evitar portar les seves pròpies creacions. Els ‘fashionables' eren una altra classe de model; personalitats conegudes com a ‘amphibians', ‘jockeys' o ‘society consultants' que, mentre va durar la seva celebritat, vestien les últimes creacions dels grans dissenyadors que els venien amb grans descomptes o deixades gratuïtament.

## Estil i tècnica
La fotografia de Séeberger implicava conèixer aquests models, estar al dia de les últimes tendències susceptibles d'atraure a les publicacions i una esgotadora recerca dels models adequats entre la multitud de corredors de moda. Usaven les càmeres "portàtils", fins al voltant de 1935 quan Henri va comprar una Rolleiflex, la gran Ernemann Klapp Nettel plegable, la més feixuga Thornton Pickard càmera rèflex de 13 x 18 cm, que van utilitzar al Bois de Boulogne ia Saint Moritz. En tot moment Henri acompanya el seu germà Louis dirigint el model, portant un quadern per anotar els detalls de la moda, i passant diapositives fosques. Fins i tot el 1911, malgrat la incomoditat de la seva càmera, els Séeberg aconsegueixen, amb l'ajuda de models professionals que poden dirigir, transmetre una sensació d'immediatesa i aparent espontaneïtat.

## La imatge francesa
A més, les imatges de moda dels germans es van solapar amb la seva representació de celebritats mediàtiques com Joséphine Baker i Charlie Chaplin. Una part menys coneguda de la seva feina, com va assenyalar Gilbert Salachas. Des de 1923 la International Kinema Research va emprar els germans Séeberger per documentar ubicacions que els cineastes van adaptar per crear l'"atmosfera" parisenca, fórmula en decorats per a pel·lícules com el romàntic nord-americà de 1938. Aquesta fórmula la troben en la comèdia La vuitena esposa de Barbablau, a una comèdia d'assassinats (Charles Chaplin, 1947) o fins i tot fins i tot a Un americà a París ( Vincente Minelli, 1951) que mostren un París mític que perviu al cinema.

## La segona generació
La mort de Julius el 1932 i la declaració de guerra marquen la retirada definitiva de Louis i Henry de l'empresa familiar, i un breu tancament durant la mobilització bèl·lica de la següent generació de Séebergers, Jean i Albert, els dos fills de Louis que van conservar el nom de "germans Séeberger" fins al tancament el 1977. Van ser assistits per l'esposa de Jean Suzanne (com a secretària) i successivament per l'esposa d'Albert Cecile (en el muntatge), el fill de Jean, Daniel (com a ajudant), i diversos col·laboradors.
Després de la Segona Guerra Mundial, els germans van continuar amb la fotografia de moda com a especialitat, al costat d'alguns encàrrecs industrials, però amb un treball creixent d'estudi amb models de moda remunerats en un nou local 112 boulevard Malesherbes (al 17è Arr. ). Encara que no a l'avantguarda, van digerir l'estil de Le Groupe des XV, tipificat en l'obra de Philippe Pottier, Pierre Jahan, René-Jacques i Lucien Lorelle.
La lleialtat familiar i la devoció per la fotografia van perdurar al llarg de dues generacions; quan Jean va morir el 1979, Albert va escriure:
| «                                                             | “I can not say enough how much I admired the one with whom I have worked for almost half a century.” | » |
| — Dars Célestine, A fashion parade : the Seeberger Collection | |   |

## Grans exposicions
- 1976 : París, la rue, Bibliothèque historique de la ville de Paris
- 1979-1980 : Les parisiens au fil des jours (1900-1960) . Fotografies Séeberger frères, Bibliothèque Historique de la Ville de Paris[15]
- 1980 : París 1950 photographié par le Groupe des XV, Hôtel Lamoignon, Bibliothèque Historique de la Ville de Paris[12]
- 1982 : Exposition de photographies des frères Séeberger, MJC, Ribérac
- 1992 : Les Séeberger - L'aventure de trois frères photographes au début du siècle, Centre Photographique d'Île-de-France, Pontault-Combault
- 1994 : L'Occupation et la Libération de Paris per Jean Séeberger photographe, Centre culturel et bibliothèque municipale de Ribérac-en-Périgord
- 1995 : 1910, Paris inondé, Direction du Patrimoine, París
- 1995 : Le Paris d'Hollywood, sur un air de réalité, Caisse nationale des monuments historiques et des sites, París[8]
- 1999 : Les frères Séeberger - Une lignée de photographes, Château des Bouillants, Dammarie-les-Lys
- 2002 : Séeberger, des photographes dans le siècle, Ancienne synagogue de la Ferté-sous-Jouare
- 2006 : Les Séeberger - Photographes de l'élégance 1909-1939, Bibliothèque nationale de France, Galerie de la Photographie, 58 rue de Richelieu, París[16]
- 2007 : Col·leccions anys 50. Fotografies Séeberger frères et Georges Dambier, Collégiale Notre-Dame, Ribérac[17]
- 2010 : Le Deauville des Séeberger, Festival Planche(s), Deauville[18][19]
- 2023 : Etretat vista pels germans Séeberger[20]

## Col·leccions
- Bibliothèque nationale de France
- Centre des monuments nationaux, Département des ressources documentaires
- Castell museu de Gien : Chasse, histoire et nature en Val de Loire
- Médiathèque du Patrimoine
- ECPAD
- Bibliothèque nationales de France
- Bibliothèque-musée de l'Opéra
- Bibliothèque historique de la Ville de Paris
- Museu Carnavalet
- Centre Georges Pompidou
- Museu francès de la fotografia (Bièvres)
- Associació Gaston Litaize
- Palais Galliera - Musée de la Mode de la Ville de Paris